# Tropidolaemus wagleri
Tropidolaemus wagleri là một loài rắn trong họ Rắn lục. Loài này được Boie mô tả khoa học đầu tiên năm 1827.
Đây là loài đặc hữu của Đông Nam Á. Không có phân loài nào được công nhận là hợp lệ. Loài này được tìm thấy ở miền nam, ở miền nam Thái Lan được ghi nhận từ các tỉnh Phang Nga, Phuket, Pattani, Surat Thani, Nakhon Si Tammarat, Narathiwat, và Yala, có thể phân bố khắp Bán đảo ở phía tây Malaysia, cũng như đảo Penang, ở Singapore và ở Indonesia trên đảo Sumatra, các đảo thuộc Quần đảo Riau, Bangka, Billiton, Nias, quần đảo Mentawai (Siberut), Natuna, và Karimata. 

## Hình ảnh

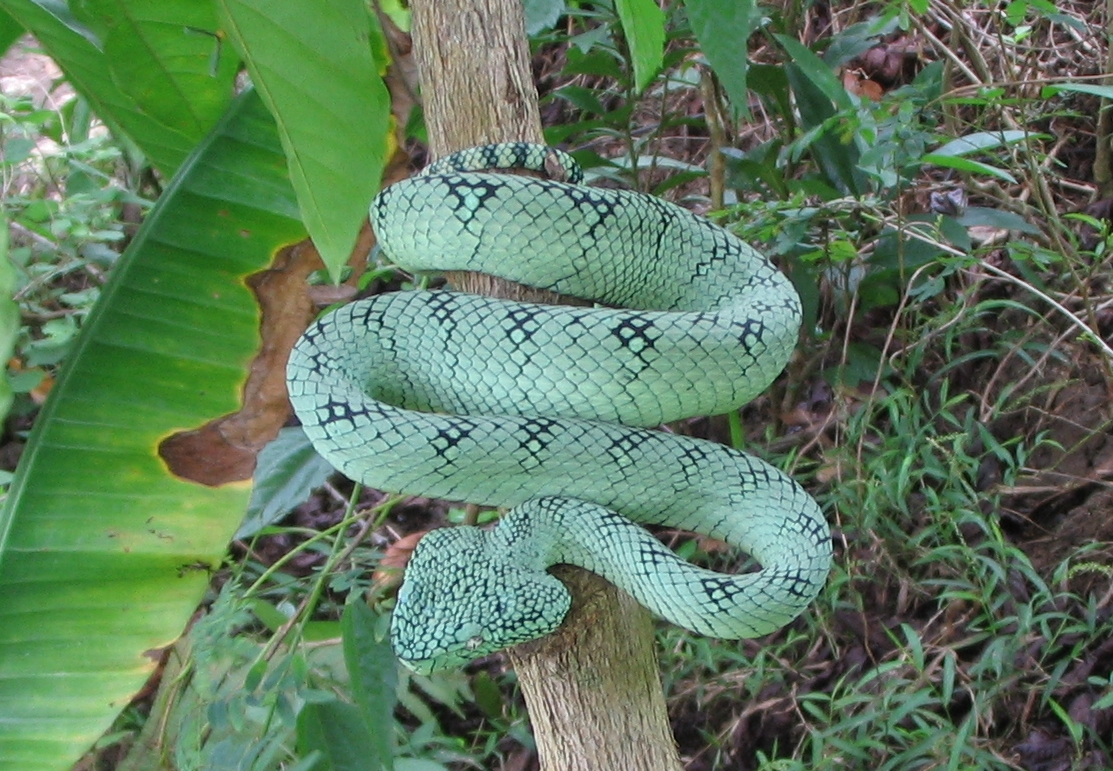
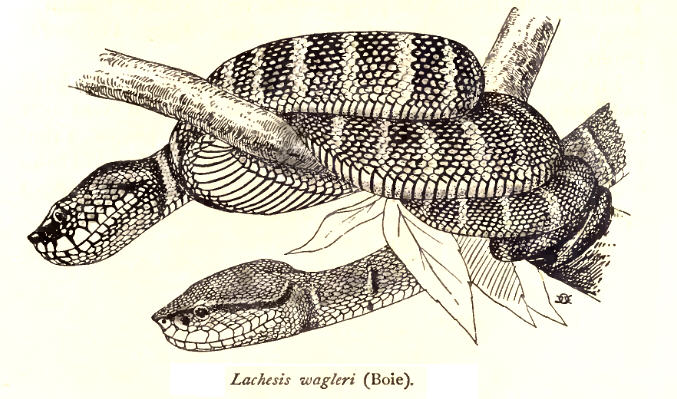